# Gircourt-lès-Viéville
Gircourt-lès-Viéville är en kommun i departementet Vosges i regionen Grand Est (tidigare regionen Lorraine) i nordöstra Frankrike. Kommunen ligger i kantonen Charmes som tillhör arrondissementet Épinal. År 2022 hade Gircourt-lès-Viéville 195 invånare.

## Befolkningsutveckling
Antalet invånare i kommunen Gircourt-lès-Viéville
| Referens: INSEE |